# Oremål
Oremål är ett inofficiellt språk, ibland ansett som en dialekt, inom de egentliga dalmålen som talas i Ore socken i Dalarna.
Ores hembygdsförening har 2025 fått kulturarvsbidrag för att bevara den språkliga varianten som har talats. Endast ett fåtal talar dialekten i dag. Samtliga talare av oremålet är över 70 år.

## Utveckling
Oremålets utveckling ligger enligt Johannes Boëthius mycket nära moramålet men i visst avseende även nära rättviksmålet.

### Vokaler
Likt de andra ovansiljanmålen har de äldre långa vokalerna í, ú och ý diftongerats, varav í har blivit ei medan både ú och ý har blivit öi. Diftongeringen kan ses i eis (is), höis (hus) och knöita (knyta), som i Mora heter äis, öys och knöyta men däremot is, us och knita i Rättvik.
Den långa vokalen é som på svenska har blivit till ä har i oremålet blivit till i; kni (knä), titt (tät) och litt (lätt).
Vid det mesta har jú och jó blivit till jo som i ljos (ljus) och djop (djup) men i de fall där svenskan har fått y har oremålet fått o som i brota (bryta) och floga (flyga). Däremot heter det njosa (nysa).
Likheter med orsamålet är att a blir ö framför ld, ll och lt, detta kan ses i sölt (salt), köld (kall), wöll (vall), öllt (allt). Olikt orsamålet är dock att au i vissa ord har blivit till o; rod (röd), oga. De andra fornnordiska diftongerna, ei och ey, har blivit till ä (av ey) och e (av ei); gläma (glömma), dräma (drömma), djet (get) och sten (sten).

### Konsonanter
En säregenhet för många av de egentliga dalmålen är att det urgermanska w-ljudet har bevarats i ord som wöll (vall), wid (ved), kwänn (kvarn) osv. och att s och t blir "tonlöst" l framför l.
Kombinationerna dj, lj och sj har uttal med ljud för ljud vilket ger orden djop [d̪juːp] (djup), ljos [ɽjuːs] (ljus) och sju [sjʉː] (sjö). I ordet ljos kan det även ses att kakuminalt l står i uddljud som är speciellt för många egentliga dalmål.
En så kallad "förmjukning" sker av g och k som står framför äldre främre vokal som i djet [d͡ʒeːt] (get) och tjil [t͡ʃiːɽ] (kil). Förmjukning sker även inuti ord och vid böjning, t.ex.: ändjä (äng), fisji (fisken) och wedji (vägen).
Bortfall av l framför g, k, m, p och v sker inte i oremålet och orden fölk (folk), sjölv (själv), kalv (kalv), stölpe (stolpe) behåller därmed sitt l. Likaväl behålls g-, d- och b-ljuden fortfarande i ngg, ld och mb förbindelserna som i kamb (kam), kälda (källa), köld (kall), löngg (lång) och dimba (ryka).

## Grammatik
Oremålet påminner mer om tyskan grammatiskt än svenskan. Oremålets grammatik innehåller tre genus (maskulinum, femininum och neutrum), tre kasus (nominativ, ackusativ, dativ) och två species (indefinit och definit form). I verben tillkommer även personböjningar men endast för pluralpersonerna, som idag är arkaistiskt.

### Substantiv
Substantiven deklineras följande:
|           | Maskulinum     | Maskulinum   | Maskulinum     | Maskulinum   |
|           | Singular       | Singular     | Plural         | Plural       |
|           | Indefinit form | Definit form | Indefinit form | Definit form |
| --------- | -------------- | ------------ | -------------- | ------------ |
| Nominativ | häst           | hästn        | hästär         | hästär       |
| Ackusativ | häst           | hästn        | hästa          | hästa        |
| Dativ     | hästä          | hästem       | hästum         | hästum       |

### Verb
Inom verbens är personböjningarna -är för alla personer men -om kan tillkomma för första person plural.
|                        | åtra (ändra)      | åtra (ändra)         | gåpå (gapa)       | gåpå (gapa)          |
|                        | Presens indikativ | Preteritum indikativ | Presens indikativ | Preteritum indikativ |
| ---------------------- | ----------------- | -------------------- | ----------------- | -------------------- |
| första person singular | åträr             | åtred                | gäpär             | gäpäd                |
| andra person singular  | åträr             | åtred                | gäpär             | gäpäd                |
| tredje person singular | åträr             | åtred                | gäpär             | gäpäd                |
| första person plural   | åträr / åtrom     | åtred / åtredom      | gäpär / gapom     | gäpädom / gapadom    |
| andra person plural    | åträr             | åtred                | gäpär             | gäpäd                |
| tredje person plural   | åträr             | åtred                | gäpär             | gäpäd                |